# هارون هيوي
هارون هيوي (بالإنجليزية: Aaron Huey)‏ هو صحفي ومصور أمريكي، ولد في 9 ديسمبر 1975 في ورلاند في الولايات المتحدة.

## وصلات خارجية
- الموقع الرسمي